# Franz Mörtinger
Franz Karl Mörtinger (* 31. Dezember 1872 in Wien; † 8. Februar 1929 ebenda) war ein österreichischer Baumeister und Architekt.

## Leben
Franz Mörtinger war der Sohn eines Zimmermanns. 1892 schloss er die Staatsgewerbeschule in der Fachrichtung Baufach mit der Matura ab. Sein Vater nahm ihn 1896 als Gesellschafter in seine Firma auf, die nun Franz Mörtinger & Sohn hieß. Es ist anzunehmen, dass Mörtinger vorher den Beruf des Zimmermanns bei seinem Vater erlernt hat. Da er 1898 auch die Baumeisterprüfung ablegte und 1900 die Baumeisterkonzession erhielt, war die Firma nunmehr in der Lage nicht nur Zimmermannsarbeiten, sondern auch Baumeisterarbeiten durchzuführen. Sie nahm aus diesem Grund einen großen Aufschwung und in der Folge machte sie sich einen Namen durch die Erledigung der unterschiedlichsten Auftragsarbeiten, vom Tiefbau bis zur Errichtung von Theatern, Spitälern und Wohnbauten. 1914 wurde Mörtinger der Hoftitel für das Baumeistergewerbe verliehen.
Franz Mörtinger heiratete 1899 die aus Pressburg stammende Hermine Korce, mit der er einen Sohn Franz hatte, der ebenfalls Baumeister war. Nach seinem Tode wurde Franz Mörtinger auf dem Hietzinger Friedhof beigesetzt.

## Werk

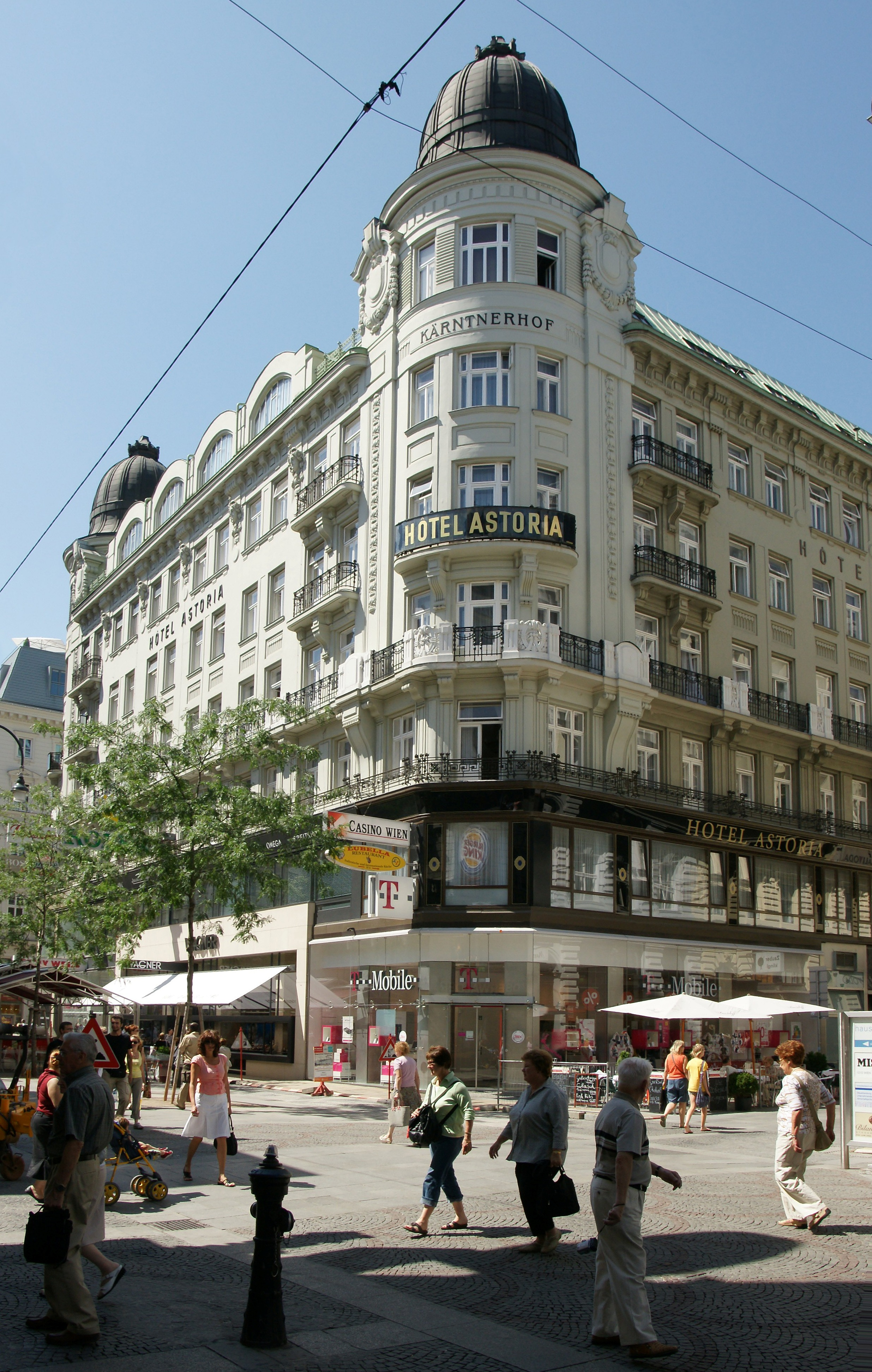
Hotel Astoria, Führichgasse 1 (1911–1912)

Franz Mörtinger führte als Baumeister nicht nur Auftragsarbeiten durch, sondern errichtete auch Bauten nach eigenen Plänen. Dabei war er dem Historismus verpflichtet und stets bestrebt, seinen Gebäuden ein gediegenes und repräsentatives Aussehen zu verleihen. Die Formensprache seiner Fassaden war zunächst neobarock, in späteren Jahren auch durch secessionistische Elemente angereichert. Bauten nach eigenen Plänen sind nur bis zum Beginn des Ersten Weltkriegs nachgewiesen.
- Miethaus, Fendigasse 8 und 8a, Wien 5 (1901)
- Miethaus, Magdalenenstraße 10, Wien 6 (1902)
- Miethaus, Wiedner Hauptstraße 112, Wien 5 (1902)
- Ausführung des Apollo-Theaters, Gumpendorfer Straße 63, Wien 6 (1903–1904), von Eduard Prandl
- Miethaus, Althanstraße 7–9 / Fechtergasse 19, Wien 9 (1904)
- Miethaus, Uraniastraße 4, Wien 1 (1905)
- Miethaus, Kärntner Straße 33, Wien 1 (1906), nach Kriegsschaden vereinfacht wiederaufgebaut
- Miethaus, Alser Straße 43, Wien 8 (1906–1908)
- Arbeiterwohnhäuser, Adresse unbekannt, Wien 21 (1908)
- Miethaus, Getreidemarkt 7 / Lehárgasse 1, Wien 6 (1910), früher Dreihufeisengasse, Fassadendekor teilweise abgeschlagen
- „Kärntnerhof – Hotel Astoria“, Führichgasse 1 / Kärntner Straße 32 und 34 / Maysedergasse, Wien 1 (1911–1912)
- Ausbau des Garnisonsspitals II in Wien
- Sanatorium Wienerwald, Gutenstein
- Beamtenwohnhäuser für das Eisenbahnministerium, Niederösterreich